# C/2018 P5 (PANSTARRS)
C/2018 P5 (PANSTARRS) — короткоперіодична комета із сім'ї Юпітера. Відкрита 11 серпня 2018 року; була 20.9m на час відкриття.